# Michael Levitt
Pour l’article homonyme, voir Michael Levitt (homme politique).
Pour les articles homonymes, voir Levitt.
Michael Levitt, né le 9 mai 1947 à Pretoria en Afrique du Sud, est un biophysicien et chimiste américano-israélo-britannique,. Il est colauréat du prix Nobel de chimie 2013 avec Arieh Warshel et Martin Karplus.

## Biographie
Michael Levitt grandit et fait ses études secondaires à Pretoria en Afrique du Sud, avant de partir pour l'Angleterre faire ses études supérieures de physique au King's College de Londres où il obtient sa maitrise en 1967. Il prépare ensuite sa thèse — qui porte sur les modélisations des conformations moléculaires — au Laboratory of Molecular Biology de Cambridge qu'il soutient en 1972. Durant cette période, il participe également à un programme d'échange avec l'Institut Weizmann en Israël. Michael Levitt fait ensuite son post-doctorat au Gonville and Caius College à Cambridge.
De 1980 à 1987, il obtient un poste de professeur en physique moléculaire à l'Institut Weizmann. Spécialiste de chimie numérique, il est, depuis 1987, professeur tout à la fois dans le département de « Recherche sur le cancer » à la faculté de médecine de l'université Stanford et celui de « Sciences dites computationelles ».
C'est en Israël qu'il rencontre sa future femme Rina avec laquelle il a trois enfants. Michael Levitt déclare que sa femme Rina passe la plupart de son temps en Israël et lui-même fait des allers-retours San Francisco-Israël.

## Covid-19
Levitt, pendant la pandémie de COVID-19, fait plusieurs prédictions sur la propagation de la maladie basées sur sa propre modélisation,,. Le 18 mars 2020, il prédit qu'Israël aurait moins de dix décès dus au COVID-19, et le 25 juillet 2020, il annonce que l'épidémie aux États-Unis serait terminée avant la fin août 2020 avec un total de moins de 170 000 décès,. En novembre 2021, les États-Unis enregistraient des décès liés au COVID-19 à un rythme d'environ 1 000 par jour, tandis qu'Israël a signalé plus de 8 000 décès dus au COVID-19 depuis le début de la pandémie.
Levitt a également exprimé des préoccupations quant aux effets potentiellement nuisibles des ordres de confinement liés au COVID-19 sur l'activité économique, ainsi que sur l'augmentation des taux de suicide et de maltraitance, et a signé la déclaration de Great Barrington, une déclaration soutenue par un groupe d'universitaires qui préconisent des alternatives aux confinements et qui a été critiquée par l'OMS et d'autres organisations de santé publique comme dangereuse et manquant de base scientifique solide,.
Les critiques ont exprimé leur préoccupation concernant les prédictions incorrectes ou potentiellement trompeuses de Levitt ainsi que ses positions anti-confinement, en partie en raison de son statut de lauréat du prix Nobel et de sa grande audience sur Twitter,. Maia Majumder, épidémiologiste à la Harvard Medical School, déclare alors que « Michael Levitt a une immense, immense audience, ce qui crée de nombreux problèmes lorsqu'il tweete quelque chose qui peut être trompeur. ». Randy Schekman, lauréat du prix Nobel de physiologie ou médecine en 2013, a écrit à propos des positions exprimées par Levitt que « dans ce cas, je crois qu'il a franchi une frontière entre les données et la politique publique où l'impact de ses paroles en tant que lauréat du prix Nobel a une influence indue. ».
Il fait partie des scientifiques présentés dans le documentaire conspirationniste Hold-up comme étant un spécialiste du Covid,.